# Macuiltépetl
Macuiltépetl (auch Macuiltépec genannt) ist der Name eines Vulkans, welcher sich im Zentrum der mexikanischen Stadt Xalapa befindet. Er ist 1600 Meter hoch und überragt die Stadt um rund 100 Meter. Der Macuiltépetl ist heute eine Parkanlage und als Naturschutzgebiet (Parque Ecológico) deklariert.

## Toponyme
Die Bedeutung von Macuiltépetl kann als (der) "fünfter Hügel" oder "Hügel fünf" umschrieben werden, während die Macuiltépec-Variante "auf Hügel fünf" bedeutet. In Plänen von Ende des 19. Jahrhunderts (z. B. von Manuel Rivera Cambas) konnte nachgewiesen werden, dass der Hügel fünf Vorgebirge hatte, die sich am Horizont abheben. Heutzutage werden aufgrund von Erosion und verschiedenen Ursachen nur zwei der 5 genannten Spitzen wahrgenommen.

## Lage
Der Macuiltépetl ist ein kleiner monogenetischer Vulkan mit einer konischen Form und einem steilen Abhang im nördlichen Zentrum der Stadt Xalapa. Er erhebt sich rund 100 Höhenmeter aus dem umliegenden städtischen Gebiet und ist heutzutage fast vollständig bewaldet.
Geographisch gesehen ist der Macuiltépetl Bestandteil des Eje Neovolcánico Transversal. Er ist Teil eines vor 30.000 Jahren erloschenen Vulkankegels und besteht aus einer Fläche von 31 Hektaren, die größtenteils von einer für den Nebelwald charakteristischen Artenvielfalt bedeckt sind.
Zuoberst auf dem Gipfel befinden sich ein Aussichtspunkt, ein Gebäude mit Informationszentrum sowie ein Denkmal.

## Geschichte
Gegenstände, welche auf Menschen im Gebiet des Macuiltépetl hindeuten, stammen aus der spätklassischen Zeit zwischen dem 6. und 9. Jahrhundert nach Christus. Erkenntnisse, die mit Unterstützung von Archäologiestudenten der Universidad Veracruzana gemacht wurden, deuten auf Tolteken-Merkmale in der Keramik und die Zusammensetzung der Architektur der Stätte hin. Die enge Region um den Hügel wurde anscheinend in zwei Phasen kolonisiert. Es ist noch nicht nachgewiesen, dass der Standort Teil der Siedlung Macuilxochitlán ist, dem Ursprung der vier prähispanischen Viertel von Xalapa. Im Park werden regelmäßig Obsidianreste gefunden, und es wird vermutet, dass Macuiltépetl selbst ein heiliger Ort für die Rituale der Ureinwohner des Ortes war.
1922 errichtete der nordamerikanische  Ingenieur William Boone einen spiralförmigen Weg zum Gipfel. Im Jahr 1926 wurde auf dem Gipfel eine Radiostation eingerichtet. Deren Gebäude sind noch heute erhalten und beherben mittlerweile ein Informationszentrum. Am 28. November 1978 wurde der Park zum Naturschutzgebiet (Parque Ecológico) erklärt.

## Trivia
- Der Berg ist der Typusfundort des  Cirsium subcoriaceum, einer in Mittelamerika heimischen Distelart.